# Richard White (1er comte de Bantry)
Richard White, 1er comte de Bantry (6 août 1767 - 2 mai 1851) est un militaire et un pair anglo-irlandais.

## Biographie
Il est né dans une famille de gentry en Irlande. Il est le fils et l'héritier de Simon White de Bantry et de son épouse Frances Jane Hedges, fille de Richard Hedges de Macroom Castle . Il est le petit-fils de Richard White, qui a amassé une immense fortune grâce à son travail d’avocat, et la famille possède de vastes domaines dans le comté de Cork.
En 1797, il mène des forces fidèles au Royaume de Grande-Bretagne contre une force d’invasion française qui débarque à Bantry Bay afin de soutenir les rebelles irlandais dans la perspective de la Rébellion irlandaise de 1798. Pour sa loyauté envers la Couronne, il est créé le 24 mars 1797 baron Bantry dans la Pairie d'Irlande. Il reçoit également une médaille d'or en guise de remerciement de la ville de Cork. Il est ensuite créé le 29 décembre 1800 vicomte Bantry. Lord Bantry obtient un titre de comte le 22 janvier 1816 lorsqu'il est nommé comte de Bantry et vicomte Beerhaven, deux titres de la pairie d'Irlande. Il vit à Bantry House, Cork.
Il épouse le 3 novembre 1799 Margaret Anne Hare, fille de William Hare (1er comte de Listowel). Ils ont quatre enfants:
- Richard White (2e comte de Bantry) (1800-1868)
- William Hedges-White (3e comte de Bantry) (1801–1884)
- Simon White, officier de l'armée britannique (1807-1837)
- Maria White (1805-1817)